# Asperilla (Cáceres)

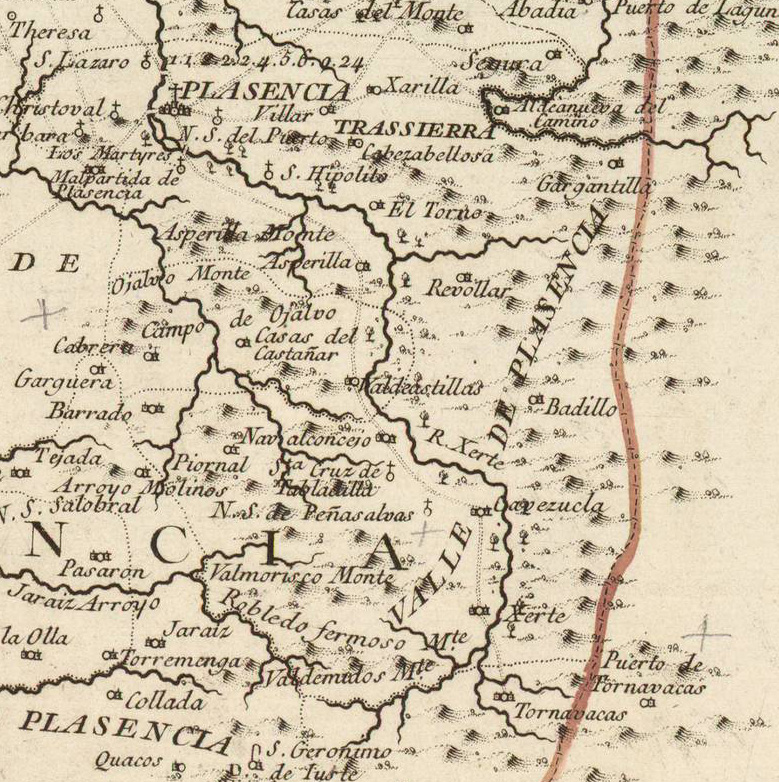
Mapa de 1766 que muestra tanto a Casas del Castañar como a Asperilla.

Asperilla, también conocida como La Asperilla o La Esperilla, es un despoblado español de la provincia de Cáceres, perteneciente al término municipal de Casas del Castañar.
Se ubicaba en el valle del Jerte junto al río Jerte. A principios del siglo XIX vivían aquí dieciséis o veinte vecinos (familias), pero la localidad fue quemada dos veces por los franceses durante la Guerra de la Independencia Española.
En 1834 estaba aún habitada y se constituyó brevemente como municipio del partido judicial de Plasencia, pero el ayuntamiento no llegó a consolidarse e inmediatamente se unió a Casas del Castañar. En el censo de 1842, el municipio se denominaba "Casas del Castañar y Asperilla", pero la denominación "y Asperilla" no duró mucho y ya no se menciona en el censo de 1857.
A mediados del siglo XIX, quedaban aquí una posada pública, las ruinas de su iglesia (dedicada a Nuestra Señora de la Asunción), un puente de madera en mal estado y dos casas. Los baldíos se los repartieron entre El Torno y Casas del Castañar.